# آية مدنية
إن القرآن المدني هو ما نزل من القرآن بعد الهجرة، ولو كان نزوله في غير المدينة المنورة.
فمثلا قول القرآن:«اليوم أكملت لكم دينكم وأتممت عليكم نعمتي ورضيت لكم الإسلام دينا» «3-سورة المائدة» يعتبر من القرآن المدني مع أن نزوله كان بعرفة في حجة الوداع. وهناك تعريفات أخرى لا تسلم من الاعتراضات، منها: أن المدني مانزل بالمدينة، والمكي مانزل بمكة، والسبب في ضعف هذا التعريف أن هناك آيات لم تنزل لا في مكة ولا في المدينة وإنما نزلت في أماكن أخرى كالحديبية مثلا وبدر وأحد وتبوك وغيرها.عدد السور المدنيه 28 سورة

## السبيل إلى معرفته
ولا سبيل لمعرفة المكي والمدني من القرآن إلا عن طريق الروايات المنسوبة إلى الصحابة، لأنهم هم الذين عاصروا نزول القرآن، وعرفوا زمان نزوله وملابسات هذا النزول.
قال القاضي الباقلاني في الانتصار: «إنما يرجع في معرفة المكي والمدني لحفظ الصحابة والتابعين، ولم يرد عن النبي في ذلك قول لأنه لم يؤمر به، ولم يجعل الله علم ذلك من فرائض الأمة».

## أهمية معرفة السور المدنية والمكية
هناك أهمية في تحديد وقت نزول سور القرآن، يذكرها العلماء منها:
1. تتوقف معرفة الآيات الناسخة والمنسوخة على معرفة ما نزل أولاً، قال النحاس وإنما نذكر ما أنزل بمكة لأن فيه أعظم الفائدة في الناسخ والمنسوخ، لأن الآية إذا كانت مكية، وكان فيها حكم، وكان في غيرها حكم غيره نزل بالمدينة، علم أن المدنية نسخت المكية.[2][3]
2. ساير نزول القرآن تاريخ الدعوة، وترتيب السور ترتيباً زمنياً يمكننا من تصور تأريخ السيرة تصورًا أكثر جلاء ووضوحاً، في ضوء الآيات القرآنية، والقرآن من هذه الناحية يعتبر المرجع الأصيل لدراسة السيرة النبوية.
3. إن تتبع السور المكية والسور المدنية والنظر في موضوعاتها وأسلوبها، يكشف عن المنهج الذي رسمه القرآن للدعوة في مراحلها المختلفة، فكانت موضوعات السور المكية تتحدث عن قضية العقيدة خاصة، وتعددت صور عرضها، في أسلوب قوي مؤثر، لأنه كان يخاطب أناساً غلب عليهم الشرك وفساد العقيدة، فلما استقرت العقيدة الصحيحة في قلوب الجماعة المؤمنة، التي تكونت في المدينة، عندها أنزل الله تعالى الفرائض والحدود في أسلوب متمهل مترسل يناسب مخاطبة القلوب المؤمنة.[4]

## أنواع السور المدنية والمكية
1. قد تكون السورة كلها مكية: مثل سورة المدثر.
2. قد تكون السورة كلها مدنية: مثل سورة آل عمران.
3. قد تكون السورة مكية ما عدا آيات منها: مثل سورة الأعراف فإنها مكية، ما عدا قوله تعالى: {واَسْأَلْهُمْ عَنِ الْقَرْيَةِ الَّتِي كَانَتْ حَاضِرَةَ الْبَحْرِ إِذْ يَعْدُونَ فِي السَّبْتِ إِذْ تَأْتِيهِمْ حِيتَانُهُمْ يَوْمَ سَبْتِهِمْ شُرَّعاً وَيَوْمَ لاَ يَسْبِتُونَ لاَ تَأْتِيهِمْ كَذَلِكَ نَبْلُوهُم بِمَا كَانُوا يَفْسُقُون}.[5]
4. قد تكون مدنية ما عدا آيات منها: مثل سورة الحج فإنها مدنية ما عدا أربع آيات منها تبتدئ بقوله تعالى: {وَمَا أَرْسَلْنَا مِن قَبْلِكَ مِن رَّسُولٍ وَلاَ نَبِيٍّ إِلاَّ إِذَا تَمَنَّى أَلْقَى الشَّيْطَانُ فِي أُمْنِيَّتِهِ فَيَنسَخُ اللَّهُ مَا يُلْقِي الشَّيْطَانُ ثُمَّ يُحْكِمُ اللَّهُ آيَاتِهِ وَاللَّهُ عَلِيمٌ حَكِيم(52)لِيَجْعَلَ مَا يُلْقِي الشَّيْطَانُ فِتْنَةً لِّلَّذِينَ فِي قُلُوبِهِم مَّرَضٌ وَالْقَاسِيَةِ قُلُوبُهُمْ وَإِنَّ الظَّالِمِينَ لَفِي شِقَاقٍ بَعِيد(53)وَلِيَعْلَمَ الَّذِينَ أُوتُوا الْعِلْمَ أَنَّهُ الْحَقُّ مِن رَّبِّكَ فَيُؤْمِنُوا بِهِ فَتُخْبِتَ لَهُ قُلُوبُهُمْ وَإِنَّ اللَّهَ لَهَادِ الَّذِينَ آمَنُوا إِلَى صِرَاطٍ مُّسْتَقِيم(54)وَلاَ يَزَالُ الَّذِينَ كَفَرُوا فِي مِرْيَةٍ مِّنْهُ حَتَّى تَأْتِيَهُمُ السَّاعَةُ بَغْتَةً أَوْ يَأْتِيَهُمْ عَذَابُ يَوْمٍ عَقِيم(55)}.[6][7][8]

## آيات مدنية في سور مكية
- سورة المؤمنون مكية، واستثني منها قوله تعالى: {حَتَّى إِذَا أَخَذْنَا مُتْرَفِيهِم بِالْعَذَابِ إِذَا هُمْ يَجْأَرُون}[9]، إلى قوله: {حَتَّى إِذَا فَتَحْنَا عَلَيْهِم بَابًا ذَا عَذَابٍ شَدِيدٍ إِذَا هُمْ فِيهِ مُبْلِسُون}[10]
- سورة الفرقان مكية، واستثني منها قوله تعالى: {وَالَّذِينَ لاَ يَدْعُونَ مَعَ اللَّهِ إِلَهًا آخَرَ وَلاَ يَقْتُلُونَ النَّفْسَ الَّتِي حَرَّمَ اللَّهُ إِلاَّ بِالْحَقِّ وَلاَ يَزْنُونَ وَمَن يَفْعَلْ ذَلِكَ يَلْقَ أَثَامًا(68)يُضَاعَفْ لَهُ الْعَذَابُ يَوْمَ الْقِيَامَةِ وَيَخْلُدْ فِيهِ مُهَانًا(69)إِلاَّ مَن تَابَ وَآمَنَ وَعَمِلَ عَمَلاً صَالِحًا فَأُوْلَئِكَ يُبَدِّلُ اللَّهُ سَيِّئَاتِهِمْ حَسَنَاتٍ وَكَانَ اللَّهُ غَفُورًا رَّحِيمًا(70)}.[11]
- سورة الشعراء مكية، واستثني منها قوله تعالى: {وَالشُّعَرَاء يَتَّبِعُهُمُ الْغَاوُون(224)أَلَمْ تَرَ أَنَّهُمْ فِي كُلِّ وَادٍ يَهِيمُون(225)وَأَنَّهُمْ يَقُولُونَ مَا لاَ يَفْعَلُون(226)إِلاَّ الَّذِينَ آمَنُوا وَعَمِلُوا الصَّالِحَاتِ وَذَكَرُوا اللَّهَ كَثِيرًا وَانتَصَرُوا مِن بَعْدِ مَا ظُلِمُوا وَسَيَعْلَمُ الَّذِينَ ظَلَمُوا أَيَّ مُنقَلَبٍ يَنقَلِبُون(227)}[12]، وقوله تعالى: {أَوَلَمْ يَكُن لَّهُمْ آيَةً أَن يَعْلَمَهُ عُلَمَاء بَنِي إِسْرَائِيل}.[13]
- سورة طه مكية، واستثني منها قوله تعالى: {فَاصْبِرْ عَلَى مَا يَقُولُونَ وَسَبِّحْ بِحَمْدِ رَبِّكَ قَبْلَ طُلُوعِ الشَّمْسِ وَقَبْلَ غُرُوبِهَا وَمِنْ آنَاء اللَّيْلِ فَسَبِّحْ وَأَطْرَافَ النَّهَارِ لَعَلَّكَ تَرْضَى(130)وَلاَ تَمُدَّنَّ عَيْنَيْكَ إِلَى مَا مَتَّعْنَا بِهِ أَزْوَاجًا مِّنْهُمْ زَهْرَةَ الْحَيَاةِ الدُّنيَا لِنَفْتِنَهُمْ فِيهِ وَرِزْقُ رَبِّكَ خَيْرٌ وَأَبْقَى(131) }[14]، وقوله تعالى: {وَلاَ تَمُدَّنَّ عَيْنَيْكَ إِلَى مَا مَتَّعْنَا بِهِ أَزْوَاجًا مِّنْهُمْ زَهْرَةَ الْحَيَاةِ الدُّنيَا لِنَفْتِنَهُمْ فِيهِ وَرِزْقُ رَبِّكَ خَيْرٌ وَأَبْقَى}.[6]
- سورة الأنبياء مكية، واستثني منها قوله تعالى: {بَلْ مَتَّعْنَا هَؤُلاَء وَآبَاءهُمْ حَتَّى طَالَ عَلَيْهِمُ الْعُمُرُ أَفَلاَ يَرَوْنَ أَنَّا نَأْتِي الأَرْضَ نَنقُصُهَا مِنْ أَطْرَافِهَا أَفَهُمُ الْغَالِبُون}.[15]
- سورة القصص مكية، واستثني منها قوله تعالى: {وَلَقَدْ وَصَّلْنَا لَهُمُ الْقَوْلَ لَعَلَّهُمْ يَتَذَكَّرُون(51)الَّذِينَ آتَيْنَاهُمُ الْكِتَابَ مِن قَبْلِهِ هُم بِهِ يُؤْمِنُون(52)وَإِذَا يُتْلَى عَلَيْهِمْ قَالُوا آمَنَّا بِهِ إِنَّهُ الْحَقُّ مِن رَّبِّنَا إِنَّا كُنَّا مِن قَبْلِهِ مُسْلِمِين(53)أُوْلَئِكَ يُؤْتَوْنَ أَجْرَهُم مَّرَّتَيْنِ بِمَا صَبَرُوا وَيَدْرَؤُونَ بِالْحَسَنَةِ السَّيِّئَةَ وَمِمَّا رَزَقْنَاهُمْ يُنفِقُون(54)وَإِذَا سَمِعُوا اللَّغْوَ أَعْرَضُوا عَنْهُ وَقَالُوا لَنَا أَعْمَالُنَا وَلَكُمْ أَعْمَالُكُمْ سَلاَمٌ عَلَيْكُمْ لاَ نَبْتَغِي الْجَاهِلِين(55)}[16]، وقوله تعالى: {إِنَّ الَّذِي فَرَضَ عَلَيْكَ الْقُرْآنَ لَرَادُّكَ إِلَى مَعَادٍ قُل رَّبِّي أَعْلَمُ مَن جَاء بِالْهُدَى وَمَنْ هُوَ فِي ضَلاَلٍ مُّبِين}[17]، نزلت لما هاجر النبي صلى الله عليه وسلم وبلغ الجحفة اشتاق إلى مكة فأنزلت.
- سورة العنكبوت مكية، واستثني منها قوله تعالى: {وَلَيَعْلَمَنَّ اللَّهُ الَّذِينَ آمَنُوا وَلَيَعْلَمَنَّ الْمُنَافِقِين}[18]، لما أخرجه ابن جرير في سبب نزولها، وقوله تعالى: {وَكَأَيِّن مِن دَابَّةٍ لاَ تَحْمِلُ رِزْقَهَا اللَّهُ يَرْزُقُهَا وَإِيَّاكُمْ وَهُوَ السَّمِيعُ الْعَلِيم}.[19][20]

## الميزات

### هناك ميزات عامة للقرآن المدني منها
- خطاب (يا أيها الذين آمنوا)، بينما يكثر في المكي (يا أيها الناس).
- الدعوة إلى القتال وذكر الجهاد.
- تفصيلات أحكام الإسلام من حج وحد السرقة وإرث مما يدل على مجتمع مدني مسلم.
- الرد على أهل الكتاب وإقامة الأدلة عليهم مثل (ما كان إبراهيم يهوديا ولا نصرانيا) (وما أنزلت التوراة والإنجيل إلا من بعده) سورة آل عمران
- ذكر المنافقين
- فيها فريضة أو حد
- تتكلم عن التشريعات كالطلاق والزواج إلخ

### عناية الصحابة فيه
نجد أعلام الهدي من الصحابة والتابعين يضبطون منازل القرآن آية آية ضبطاً يحدد الزمان والمكان وهذا الضبط عماد قوي في تاريخ التشريع، فنرى ابن مسعود (1)يقول: والله الذي لا إله غيره ما نزلت سورة من كتاب الله إلا وأنا أعلم أين نزلت، ولا نزلت آية من كتاب الله إلا وأنا أعلم فيم نزلت، ولو أعلم أحداً أعلم مني بكتاب الله، تبلغه الإبل لركبت إليه.

### عناية التابعين
نجد أيضاً الأعلام من التابعين (2)الذين أخذوا عِلمهم من الصحابة يعتنون بهذا العلم عناية تامة، كيف لا وهم تلاميذ صحابة رسول الله، فهذا رجل يسأل عكرمة (3)عن آية من القرآن، فيجيبه أنها نزلت في سفح ذلك الجبل وأشار إلى سَلْع (4).

### عناية العلماء
اعتنى العلماء بتحقيق المكي والمدني عناية فائقة فتتبعوا القرآن آية آية وسورة سورة ترتيباً وفق نزولها حيث بذلوا جهداً كبيراً، وراعوا في ذلك الزمان والمكان والخطاب وهو تحديد دقيق يعطي صورة علمية في التحقيق لهذا العلم.

### منزلة المكي والمدني
من أشرف علوم القرآن علم نزوله وجهاته، وترتيب ما نزل بمكة والمدينة، وما نزل بمكة وحكمه مدني، وما نزل بالمدينة وحكمه مكي، وما نزل بمكة في أهل المدينة، وما نزل بالمدينة في أهل مكة، وما يشبه نزول المكي في المدني، وما يشبه نزول المدني في المكي، والآيات المدنيات في السور المكية، والآيات المكية في السور المدنية.

### عدد السور المكية والمدنية
- السور المكية: اثنان وثمانون (82)، وهي: الأنعام، الأعراف، يونس، هود، يوسف، إبراهيم، الحجر، النحل، الإسراء، الكهف، مريم، طه، الأنبياء، الحج، المؤمنون، الفرقان، الشعراء، النمل، القصص، العنكبوت، الروم، لقمان، السجدة، سبأ، فاطر، يس، الصافات، ص، الزمر، غافر، فصلت، الشورى، الزخرف، الدخان، الجاثية، الأحقاف، ق، الذاريات، الطور، النجم، القمر، الواقعة، الملك، القلم، الحاقة، المعارج، نوح، الجن، المزمل، المدثر، القيامة، الإنسان، المرسلات، النبأ، النازعات، عبس، التكوير، الانفطار، الانشقاق، البروج، الطارق، الأعلى، الغاشية، الفجر، البلد، الشمس، الليل، الضحى، الانشراح، التين، العلق، العاديات، القارعة، التكاثر، العصر، الهمزة، الفيل، قريش، الماعون، الكوثر، الكافرون، والمسد.
- السور المدنية: عشرون (20)، وهي: البقرة، آل عمران، النساء، المائدة، الأنفال، التوبة، النور، الأحزاب، محمد، الفتح، الحجرات، الحديد، المجادلة، الحشر، الممتحنة، الجمعة، المنافقون، الطلاق، التحريم، والنصر.
- السور المختلف فيها: اثنا عشر (12)، وهي: الفاتحة، الرعد، الرحمن، الصف، التغابن، المطففين، القدر، البينة، الزلزلة، الإخلاص، الفلق، والناس.

### معرفة المكي والمدني
1. منهج سماعي: يستند إلى الرواية الصحيحة عن الصحابة والتابعين الذين عاصروا الوحي وشاهدوا نزوله، أو عن التابعين الذين تلقوا عن الصحابة وسمعوا منهم كيفية النزول ومواقفه وأحداثه.
2. منهج قياسي اجتهادي: يستند إلى خصائص المكي وخصائص المدني، فإذا ورد في السورة المكية آية تحمل طابع التنزيل المدني أو تتضمن شيئاً من حوادثه قالوا: إنها مدنية، وإذا ورد في السورة المدنية آية تحمل طابع التنزيل المكي، أو تتضمن شيئاً من حوادثه قالوا: إنها مكية، وهذا قياسي اجتهادي، ولهذا نجدهم يقولون: كل سورة فيها قصص الأنبياء والأمم الخالية فهي مكية، وكل سورة فيها فريضة أو حدّ فهي مدنية.

- تعريف المكي والمدني فيه ثلاث آراء:

1. اعتبار زمن النزول: وهو القول المشهور (1) ويمتاز هذا القول بشمول تقسيمه جميع القرآن، ولا يخرج عنه شيء حتى كان عموم قولهم في المدني: ((ما نزل بعد الهجرة))، يشمل ما نزل بعد الهجرة في مكة نفسها في عام الفتح، أو عام حجة الوداع، مثل آية: {الْيَوْمَ أَكْمَلْتُ لَكُمْ دِينَكُمْ}.كما يشمل ما نزل بعد الهجرة خارج المدينة في سفر من الأسفار أو غزوة من الغزوات، فالمكي ما نزل قبل الهجرة وإن كان بالمدينة، والمدني ما نزل بعد الهجرة وإن كان بمكة، فما نزل بعد الهجرة وإن كان بمكة أو عرفة فهو مدني، كالذي نزل عام الفتح، كقوله تعالى:{إِنَّ اللَّهَ يَأْمُرُكُمْ أَنْ تُؤَدُّوا الأَمَانَاتِ إِلَى أَهْلِهَا}[21] أو نزل في حجة الوداع كقوله تعالى: {الْيَوْمَ أَكْمَلْتُ لَكُمْ دِينَكُمْ وَأَتْمَمْتُ عَلَيْكُمْ نِعْمَتِي وَرَضِيتُ لَكُمْ الإِسْلامَ دِينًا}[المائدة: 3].
2. اعتبار المخاطب:أن المكي ما وقع خطاباً لأهل مكة والمدني ما وقع خطاباً لأهل المدينة، لأن الغالب على أهل مكة الكفر، فخوطبوا بـ: {يا أَيُّها النَّاسُ}، وإن كان غيرهم داخلاً فيه، وكان الغالب على أهل المدينة الإيمان، فخوطبوا بـ: {يا أيها الذين آمنوا} وإن كان غيرهم داخلاً فيه، وهذا الضابط لا يطّرد - ينطبق - دائماً، لأن في سورة البقرة والنساء -وهما مدنيتان- خطاً باً مكياً وهو: {يا أَيُّها النَّاسُ}.
3. اعتبار مكان النزول: أن المكي ما نزل على النبي بمكة، والمدني ما نزل عليه بالمدينة، ويترتب على هذا الرأي عدم ثنائية القسمة، فما نزل عليه بالأسفار - مثل سورة الأنفال، وسورة الفتح، وسورة الحج -لا يطلق عليه مكي ولا مدني وذلك مثل ما نزل عليه بِتَبُوك وبيت المقدس، ويدخل في مكة ضواحيها، مِنى وعرفات، والحُدَيْبِيَة، ويدخل في المدينة أيضاً ضواحيها: بَدْر، وأُحُد، وسَلْع، وكذلك يترتب على هذا الرأي أن ما نزل بمكة بعد الهجرة يكون مكياً.

### مميزات وضوابط المكي
ضوابطه:
1. كل سورة فيها سجدة.
2. كل سورة فيها لفظ كلا.
3. كل سورة فيها يا أيها الناس
4. كل سورة فيها قصص الأنبياء والأمم الغابرة.
5. كل سورة فيها قصة آدم وإبليس ما عدا البقرة.
6. كل سورة تفتح بحروف التهجي مثل: آلم، آلر، حم، ما عدا البقرة وآل عمران.

مميزاته:
1. الدعوة إلى التوحيد وعبادة الله، وذكر القيامة والجنة والنار، ومجادلة المشركين.
2. يفضح أعمال المشركين من سَفْك دماء، وأكل أموال اليتامى، ووأد البنات.
3. قوة الألفاظ مع قصر الفواصل وإيجاز العبارة.
4. الإكثار من عرض قصص الأنبياء وتكذيب أقوامهم لهم للعبرة، والزجر، وتسلية للرسول.

### مميزات وضوابط المدني.
ضوابطه:
1. كل سورة فيها فريضة أو حدّ.
2. كل سورة فيها ذكر المنافقين.
3. كل سورة فيها مجادلة أهل الكتاب.
4. كل سورة تبدأ بـ {يا أيها الذين آمنوا}.

مميزاته:
1. بيان العبادات والمعاملات، والحدود، والجهاد، والسِّلْم، والحرب، ونظام الأسرة، وقواعد الحكم، ووسائل التشريع.
2. مخاطبة أهل الكتاب ودعوتهم إلى الإسلام.
3. الكشف عن سلوك المنافقين وبيان خطرهم على الدين.
4. طول المقاطع والآيات في أسلوب يقرر قواعد التشريع وأهدافه ومراميه.

### المكي والمدني من السور على ترتيب النزول.
العلق، ن، المزمل، المدثر، الفاتحة، المسد، التكوير، الأعلى، الليل، الفجر، الضحى، الشرح، العصر، العاديات، الكوثر، التكاثر، الماعون، الكافرون، الفيل، الفلق، الناس، الإخلاص، النجم، عبس، القدر، الشمس، البروج، التين، قريش، القارعة، القيامة، الهمزة، المرسلات، ق، البلد، الطارق، القمر، ص، الأعراف، الجن، يس، الفرقان، فاطر، مريم، طه، الواقعة، الشعراء، طس النمل، القصص، الإسراء، يونس، هود، يوسف، الحجر، الأنعام، الصافات، لقمان، سبأ، الزمر، حم غافر، حم السجدة فصلت، حم عسق الشورى، الزخرف، الدخان، الجاثية، الأحقاف، الذاريات، الغاشية، الكهف، النحل، نوح، إبراهيم، الأنبياء، المعارج، المؤمنون، السجدة، الطور، الملك، الحاقة، سأل المعارج، النبأ، النازعات، الانفطار، الانشقاق، الروم، العنكبوت، المطففين، البقرة، الأنفال، آل عمران، الأحزاب، الممتحنة، النساء، الزلزلة، الحديد، محمد، الرعد، الرحمن، الإنسان، الطلاق، البينة، الحشر، النور، الحج، المنافقون، المجادلة، الحجرات، التحريم، التغابن، الصف، الجمعة، الفتح، المائدة، التوبة، النصر.

### أهمية علم المكي والمدني
1. يعرف بالمكي والمدني الناسخ والمنسوخ -سيأتي الكلام عنه في النوع الخامس-، الذي كان من حكمة تربية القرآن في التشريع.
2. علم المكي والمدني يعين الدارس على معرفة تاريخ التشريع والوقوف على سُنة الله الحكيمة في تشريعه، بتقديم الأصول على الفروع، وترسيخ الأسس الفكرية والنفسية، ثم بناء الأحكام والأوامر والنواهي عليها، مما كان له الأثر الكبير في تلقي الدعوة الإسلامية بالقبول، ومن ثم الإذعان لأحكامها.
3. الاستعانة بهذا العلم في تفسير القرآن وفهم معانيه.
4. تذوق أساليب القرآن والاستفادة منها في أسلوب الدعوة.
5. الوقوف على السيرة النبوية من خلال الآيات القرآنية.

### أمثلة للآيات المكية في سور مدنية وبالعكس
- آيات مكية في سور مدنية

1. سورة الأنفال كلها مدنية ما عدا قوله تعالى: {يَا أَيُّهَا النَّبِيُّ حَسْبُكَ اللَّهُ...} [الأنفال: 64].
2. سورة المجادلة كلها مدنية ما عدا قوله تعالى: {مَا يَكُونُ مِنْ نَجْوَى ثَلاثَةٍ... }[المجادلة: 7].

- آيات مدنية في سور مكية.

1. سورة يونس كلها مكية ما عدا قوله تعالى: {وَمِنْهُمْ مَنْ يُؤْمِنُ بِهِ..}[22] [يونس: 40]، وقوله: {فَإِنْ كُنْتَ فِي شَكٍّ مِمَّا أَنْزَلْنَا إِلَيْكَ فَاسْأَلْ الَّذِينَ يَقْرَءُونَ الْكِتَابَ مِنْ قَبْلِكَ لَقَدْ جَاءَكَ الْحَقُّ مِنْ رَبِّكَ فَلا تَكُونَنَّ مِنْ المُمْتَرِينَ * وَلا تَكُونَنَّ مِنْ الَّذِينَ كَذَّبُوا بِآيَاتِ اللَّهِ فَتَكُونَ مِنْ الْخَاسِرِينَ} الآيتين [94-95].
2. سورة الكهف مكية واستثنى من أولها إلى {جُرُزاً} [الكهف: 1-8].

وقوله: {وَاصْبِرْ نَفْسَكَ} [الكهف: 28] و{إِنَّ الَّذِينَ آمَنُوا وَعَمِلُوا الصَّالِحَاتِ كَانَتْ لَهُمْ جَنَّاتُ الْفِرْدَوْسِ نُزُلا...} إلى آخر السورة [الكهف: 107].

### ما حمل من مكة إلى المدينة وبالعكس.
- ما حمل من مكة إلى المدينة:

1. سورة «الأعلى» حملها مصعب بن عمير (1)وابن أم مكتوم (2)ما
2. سورة «يوسف» حملها عوف بن عفراء (3)في الثمانية الذين قدموا على رسول الله مكة.
3. ثم حمل بعدها سورة «الإخلاص».
4. ثم حمل بعدها من سورة الأعراف قوله تعالى: {قُلْ يَا أَيُّهَا النَّاسُ إِنِّي رَسُولُ اللَّهِ إِلَيْكُمْ جَمِيعًا} إلى آخر الآية [الأعراف: 158].

- ما حمل من المدينة إلى مكة:

1. حملت آية الربا من المدينة إلى مكة، فقرأها عتاب بن أُسيد عليهم: {يَا أَيُّهَا الَّذِينَ آمَنُوا اتَّقُوا اللَّهَ وَذَرُوا مَا بَقِيَ مِنْ الرِّبَا} [ البقرة: 278].
2. سورة براءة حملها أبو بكر الصديق في العام التاسع عندما كان أميراً على الحج، فقرأها علي بن أبي طالب يوم النحر على الناس.
3. قوله تعالى: {إِلا الْمُسْتَضْعَفِينَ مِنْ الرِّجَالِ وَالنِّسَاءِ وَالْوِلْدَانِ} [النساء: 98]. إلى قوله {عَفُوًّا غَفُورًا} [ النساء: 99].

- ما حمل من المدينة إلى الحبشة.

1. حمل من المدينة إلى الحبشة سورة مريم، فقد ثبت أن جعفر بن أبي طالب قرأها على النَّجَاشي.
2. بعث رسول الله إلى جعفر بن أبي طالب بهذه الآيات إلى الحبشة

{قُلْ يَا أَهْلَ الْكِتَابِ تَعَالَوْا إِلَى كَلِمَةٍ سَوَاءٍ بَيْنَنَا وَبَيْنَكُمْ} [آل عمران: 64] إلى قوله: {إِنَّ أَوْلَى النَّاسِ بِإِبْرَاهِيمَ لَلَّذِينَ اتَّبَعُوهُ...} [آل عمران: 68].

### ما نزل صيفاً وشتاءً.
- من الآيات التي نزلت في الصيف:

1. آية الكلالة: {يَسْتَفْتُونَكَ قُلْ اللَّهُ يُفْتِيكُمْ فِي الْكَلالَةِ إِنْ امْرُؤٌ هَلَكَ لَيْسَ لَهُ وَلَدٌ وَلَهُ أُخْتٌ فَلَهَا نِصْفُ مَا تَرَكَ وَهُوَ يَرِثُهَا إِنْ لَمْ يَكُنْ لَهَا وَلَدٌ فَإِنْ كَانَتَا اثْنَتَيْنِ فَلَهُمَا الثُّلُثَانِ مِمَّا تَرَكَ وَإِنْ كَانُوا إِخْوَةً رِجَالا وَنِسَاءً فَلِلذَّكَرِ مِثْلُ حَظِّ الأُنثَيَيْنِ يُبَيِّنُ اللَّهُ لَكُمْ أَنْ تَضِلُّوا وَاللَّهُ بِكُلِّ شَيْءٍ عَلِيمٌ...} [النساء: 176].
2. قوله تعالى: {الْيَوْمَ أَكْمَلْتُ لَكُمْ دِينَكُمْ} [المائدة: 3].
3. قوله تعالى: {وَاتَّقُوا يَوْمًا تُرْجَعُونَ فِيهِ إِلَى اللَّهِ ثُمَّ تُوَفَّى كُلُّ نَفْسٍ مَا كَسَبَتْ} [البقرة: 281].
4. قوله تعالى: {لَوْ كَانَ عَرَضًا قَرِيبًا وَسَفَرًا قَاصِدًا لاتَّبَعُوكَ} [ التوبة: 42].
5. قوله تعالى: {وَلَئِنْ سَأَلْتَهُمْ لَيَقُولُنَّ إِنَّمَا كُنَّا نَخُوضُ وَنَلْعَبُ} [ التوبة: 65].
6. قوله تعالى: {وَقَالُوا لا تَنفِرُوا فِي الْحَرِّ..} [التوبة: 81].

- من الآيات التي نزلت في الشتاء:

1. الآيات التي في غزوة الخندق من سورة الأحزاب، وهي قوله تعالى: {يَا أَيُّهَا الَّذِينَ آمَنُوا إذْكُرُوا نِعْمَةَ اللَّهِ عَلَيْكُمْ إِذْ جَاءَتْكُمْ جُنُودٌ فَأَرْسَلْنَا عَلَيْهِمْ رِيحًا وَجُنُودًا لَمْ تَرَوْهَا وَكَانَ اللَّهُ بِمَا تَعْمَلُونَ بَصِيرًا} [ الأحزاب: 9] حتى الآية 27.
2. آيات الإفك: عن عائشة ا أنها قالت: إنها نزلت في يوم شات:{إِنَّ الَّذِينَ جَاءُوا بِالإِفْكِ عُصْبَةٌ مِنْكُمْ لا تَحْسَبُوهُ شَرًّا لَكُمْ بَلْ هُوَ خَيْرٌ لَكُمْ}[النور:11-22].

### ما نزل في أماكن متعددة
1. ما نزل بالطائف: قوله تعالى: {أَلَمْ تَرَ إِلَى رَبِّكَ كَيْفَ مَدَّ الظِّلَّ...} [الفرقان: 45].
2. ما نزل ببيت المقدس: قوله تعالى: {وَاسْأَلْ مَنْ أَرْسَلْنَا مِنْ قَبْلِكَ مِنْ رُسُلِنَا أَجَعَلْنَا مِنْ دُونِ الرَّحْمَانِ آلِهَةً يُعْبَدُونَ} [ الزخرف : 45].
3. ما نزل بالحديبية: قوله تعالى: {وَهُمْ يَكْفُرُونَ بِالرَّحْمَانِ} [ الرعد: 30 ].
4. ما نزل بالجُحْفَة: قوله تعالى: {إِنَّ الَّذِي فَرَضَ عَلَيْكَ الْقُرْآنَ لَرَادُّكَ إِلَى مَعَادٍ} [القصص: 85 ].

### معرفة أول ما نزل وآخر ما نزل
1. أول ما نزل قوله تعالى: {اقْرَأْ بِاسْمِ رَبِّكَ الَّذِي خَلَقَ} [ العلق:1]. وهذا هو الصحيح.
2. آخر ما نزل: قوله تعالى: {وَاتَّقُوا يَوْمًا تُرْجَعُونَ فِيهِ إِلَى اللَّهِ ثُمَّ تُوَفَّى كُلُّ نَفْسٍ مَا كَسَبَتْ وَهُمْ لا يُظْلَمُونَ} [ البقرة:281] وهذا أقوى الآراء وأرجحها في آخر ما نزل من القرآن مطلقاً.
3. الأوائل والأواخر المخصوصة:

- الأوائل المخصوصة:

1. أول سورة نزلت بتمامها سورة الفاتحة.
2. أول ما نزل في تشريع الجهاد: {أُذِنَ لِلَّذِينَ يُقَاتَلُونَ بِأَنَّهُمْ ظُلِمُوا وَإِنَّ اللَّهَ عَلَى نَصْرِهِمْ لَقَدِيرٌ...} [الحج: 39].
3. أول ما نزل في تحريم الخمر: {يَسْأَلُونَكَ عَنْ الْخَمْرِ وَالْمَيْسِرِ قُلْ فِيهِمَا إِثْمٌ كَبِيرٌ وَمَنَافِعُ لِلنَّاسِ...} [البقرة: 219].
4. أول ما نزل في الأطعمة: {قُلْ لا أَجِدُ فِي مَا أُوحِيَ إِلَيَّ مُحَرَّمًا...} [الأنعام: 145].

- الأواخر المخصوصة:

1. آخر ما نزل يذكر النساء خاصة: {فَاسْتَجَابَ لَهُمْ رَبُّهُمْ أَنِّي لا أُضِيعُ عَمَلَ عَامِلٍ مِنْكُمْ مِنْ ذَكَرٍ أَوْ أُنْثَى...} [آل عمران: 195].
2. آخر ما نزل في المواريث: {يَسْتَفْتُونَكَ قُلْ اللَّهُ يُفْتِيكُمْ فِي الْكَلالَةِ...} [النساء: 176].
3. آخر سورة نزلت بتمامها: {إِذَا جَاءَ نَصْرُ اللَّهِ وَالْفَتْحُ} [النصر:1].

## قائمة بالسور المدنية
| السُّورَة    | رَقمهَا | الصَّحيفَة | عَدد الآيَات |
| --------- | ----- | ------- | ---------- |
| البَقَرَة    | 2     | 2       | 286 آية    |
| آل عِمرَان  | 3     | 50      | 200 آية    |
| النِّسَاء    | 4     | 77      | 176 آية    |
| المَائدة   | 5     | 106     | 120 آية    |
| الأنفَال   | 8     | 177     | 75 آية     |
| التوبَة    | 9     | 187     | 129 آية    |
| الرَّعْد     | 13    | 249     | 43 آية     |
| الحَج      | 22    | 332     | 78 آية     |
| النُّور     | 24    | 350     | 64 آية     |
| الأحزَاب   | 33    | 418     | 73 آية     |
| محَمَّد      | 47    | 507     | 38 آية     |
| الفَتْح     | 48    | 511     | 29 آية     |
| الحُجرَات   | 49    | 515     | 18 آية     |
| الرَّحمن    | 55    | 531     | 78 آية     |
| الحَديد    | 57    | 537     | 29 آية     |
| المجَادلة  | 58    | 542     | 22 آية     |
| الحَشر     | 59    | 545     | 24 آية     |
| المُمتَحنَة  | 60    | 549     | 13 آية     |
| الصَّف      | 61    | 551     | 14 آية     |
| الجُمُعَة    | 62    | 553     | 11 آية     |
| المنَافِقون | 63    | 554     | 11 آية     |
| التغَابُن   | 64    | 556     | 18 آية     |
| الطلَاق    | 65    | 558     | 12 آية     |
| التحْريم   | 66    | 560     | 12 آية     |
| الإنسَان   | 76    | 578     | 31 آية     |
| البَينَة    | 98    | 598     | 8 آيات     |
| الزلزَلة   | 99    | 599     | 8 آيات     |
| النَّصر     | 110   | 603     | 3 آيات     |